# Lenne (affluent de la Ruhr)
Pour les articles homonymes, voir Lenne.
La Lenne est une rivière dans le Sauerland, une région de la Rhénanie-du-Nord-Westphalie en Allemagne. Elle est un affluent de la Ruhr et donc un sous-affluent du Rhin.

## Géographie
Sa source se situe au sommet du Kahler Asten, près de la petite ville de Winterberg à une altitude de 820 mètres. Après une course de 128 km, elle se jette dans la Ruhr près de la ville de Hagen. Son débit moyen à l'embouchure est de 25 m3/s, ce qui en fait l'affluent principal de la Ruhr. Les sources des deux rivières sont assez proches, mais leur parcours s'éloigne avant de se retrouver à l'embouchure de la Lenne près de Hagen.
Les villes le long de la Lenne sont Schmallenberg, Lennestadt, Finnentrop, Werdohl, Altena et Hagen. La partie inférieure de la Lenne est caractérisée par de grandes variations d'altitude des plateaux avoisinants et par des concentrations de petites industries le long de la rivière.